# Haftkrankenhaus
Ein Haftkrankenhaus ist ein Krankenhaus, in dem Personen im Strafvollzug behandelt werden. Sie befinden sich häufig in der unmittelbaren Nähe zu Strafvollzugsanstalten und/oder sind Teil davon.

## Situation in der Bundesrepublik Deutschland
In der Bundesrepublik Deutschland sind die medizinischen Standards in Haftkrankenhäusern die Gleichen wie in normalen Krankenhäusern. Der signifikante Unterschied besteht in der hohen Absicherung durch Mauern, Zäune und Stacheldraht sowie die ständige Anwesenheit von Justizvollzugsbeamten. Rechtlich sind Haftkrankenhäuser keine Betriebe im Sinne des Krankenhausfinanzierungsgesetzes (KHG).

## Situation in der DDR
In der DDR wurden Haftkrankenhäuser zu einem großen Teil zur Behandlung von Staatsfeinden und politischen Gefangenen benutzt, die sich z. B. bei einer missglückten Flucht an der Grenze Schussverletzungen o. ä. zugezogen hatten.
Im Haftkrankenhaus in Berlin-Hohenschönhausen, welches heute eine Gedenkstätte ist, wurden von 1959 bis 1989 insgesamt 2.694 Häftlinge medizinisch versorgt, davon 377 mehrfach. Der Ort des Haftkrankenhauses wurde vor den Häftlingen und der Öffentlichkeit geheim gehalten. Laut einem Bestandsbuch im Berliner Landesarchiv wurde der letzte Häftling am 10. August 1990, um 12.15 Uhr entlassen. Das behandelnde Personal bestand aus Stasi-Mitarbeitern.
Der medizinische Standard war sehr niedrig, die Häftlinge wurden teilweise gar nicht behandelt, sexuelle Übergriffe fanden auch statt. Vernehmungen fanden teilweise am Krankenbett statt.
Da es in den Haftkrankenhäusern der DDR viele Fehlbehandlungen gab, ist davon auszugehen, dass dies aufgrund des mangelnden Ausbildungsstandes des Personals passiert ist. Alternativ existiert die Theorie, dass das Ministerium für Staatssicherheit teils gezielt medizinische Fehlbehandlungen durchgeführt hat. Dies war jedoch bisher nicht überprüfbar, da für eine Aufarbeitung das Geld fehlt und verhältnismäßig wenige Dokumente des Zentralen Medizinischen Dienstes der DDR für die Forschung aufbereitet sind.